# モレネ

中立モレネ
Moresnet Neutre
Neutral-Moresnet
Neutraal Moresnet

国歌: The Amikejo-March

-   オランダ・リンブルフ州（1）
-   ベルギー・リエージュ州（2）
-   中立モレネ（3）
-   プロイセン王国・ライン州（4）

中立モレネ（ちゅうりつモレネ）は、ドイツとベルギーの国境に1816年から1920年にかけて存続した共同主権地域である。面積3.5平方キロメートルの小さな領域で、アーヘンの南西7キロメートルに位置した。
モレネが存続したのは、ドイツ帝国（当初はプロイセン王国）とベルギー（当初はオランダ）が、互いに他方の主張する領有権を認めなかったことによる。この地帯は両国が等しく統治権をもち、中立地帯とされた。

## 歴史

### 中立地帯の設定
ナポレオン戦争の終結後、1814年から1815年にかけて開催されたウィーン会議は、ヨーロッパの秩序回復・諸国間の勢力均衡を掲げて領土の再配分を行った。
ウィーン会議で新たに設立されたネーデルラント連合王国（オランダ）とプロイセン王国との国境線も、このとき画定されることになった。両者はほぼ従来の境界線を踏襲することで合意したが、アーヘンの南西に位置するモレネ一帯をめぐって争いが生じた。この地域には、亜鉛・真鍮の加工のために必要な菱亜鉛鉱の鉱山があったためである（当時のヨーロッパで亜鉛を生産できたのは、モレネのほかにはイギリスのブリストルだけであった）。フランス語でヴィエイユ・モンターニュ（Vieille Montagne）、ドイツ語でアルテンベルク（Altenberg）と呼ばれたこの鉱山（意味はともに「古い山」）は、もともとのモレネ村 (fr:Moresnet) の東に位置した。

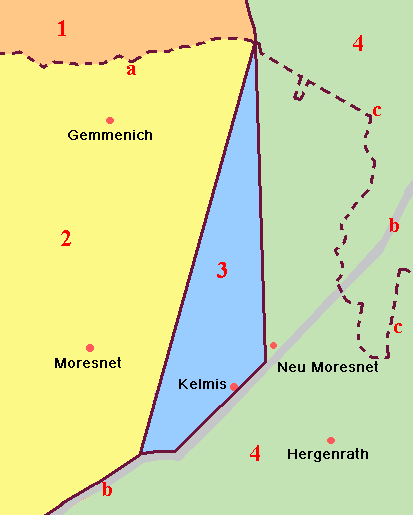
(1) オランダ領リンブルフ州
(2) ベルギー領リエージュ州
(3) 中立モレネ
(4) プロイセン領ラインラント a: オランダ･ベルギー国境（1830年）
b: リエージュ・アーヘン街道
c: ベルギー・ドイツ国境（1919年）

1815年12月以降、プロイセンとオランダの代表はアーヘン近郊で会合を行い、1816年6月26日にモレネを3分割することで合意に達した。
- 東部 － プロイセンに帰属。「プロイセンのモレネ」プロイシッシュ・モーレスネット村（Preußisch-Moresnet）と呼ばれた。現在はノイ・モーレスネット (fr:Neu-Moresnet)  (de:Neu-Moresnet) と名を改め、ケルミス市の一部となっている。
- 中部 － 亜鉛鉱山とそれに附属する集落（現在のケルミス）を含む。将来あらためて合意が結ばれるまで当面のあいだ両国の共同統治区域とした。双方の軍隊をこの区域に進駐させることは禁じられ、中立地帯にとして共同管理が行われることとなった。
- 西部 － オランダに帰属。もともとのモレネ村はここに含まれる。モレネ村は、現在プロンビエール市 (Plombières) の一部となっている。

### 共同統治

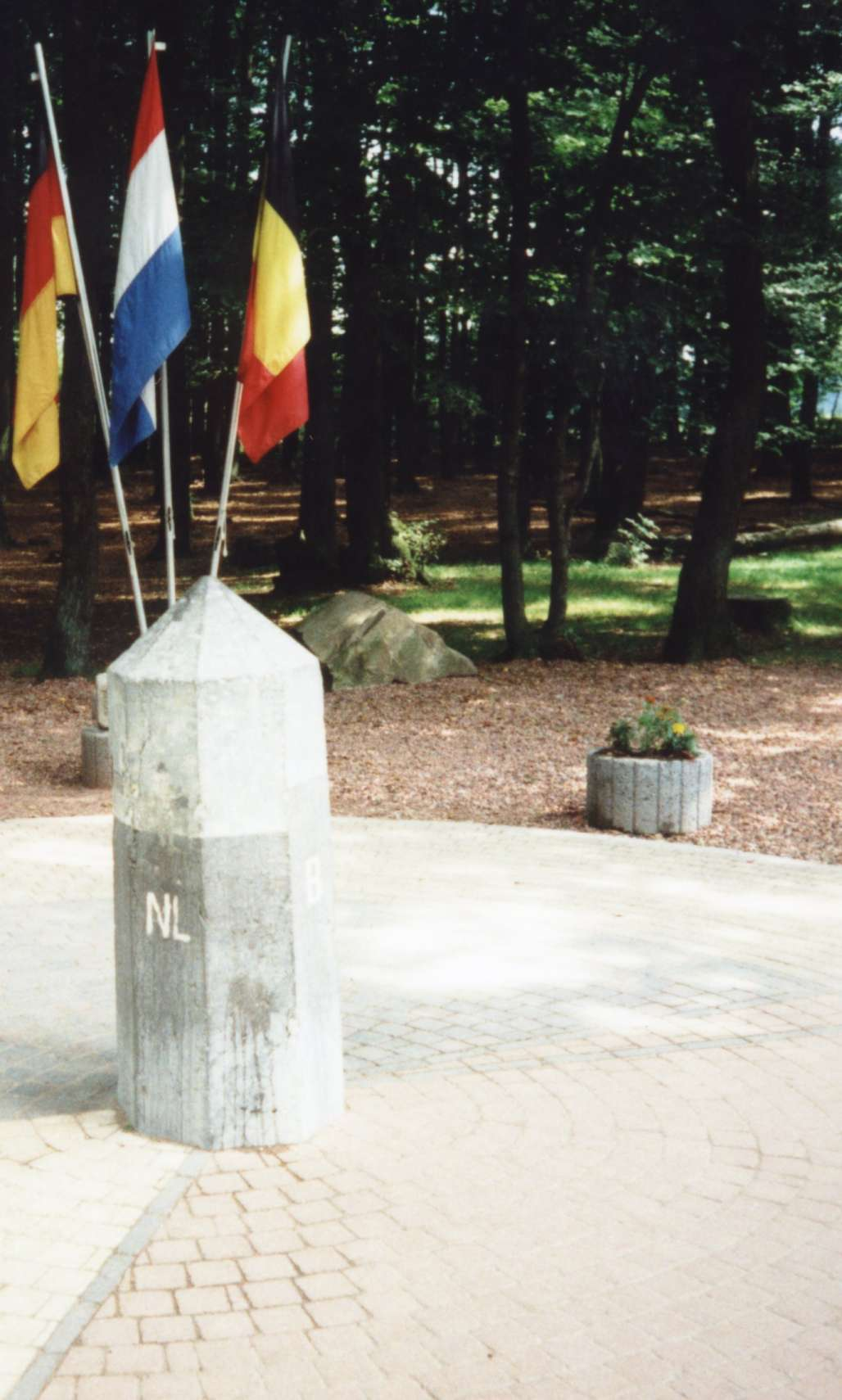
ファールゼルベルクにある、現在の三国国境交差点。中立モレネの国境線もここを頂点としていた。

境界石の正式な設置は、1818年9月23日に行われた。中立モレネの領域は、アーヘンとリエージュとを結ぶ幹線道路を底辺とし、北のファールゼルベルクを頂点とする鋭い三角のような形となった。亜鉛鉱山と鉱山集落は、幹線道路のすぐ北側にあった。
1830年、ベルギー独立革命によって、ベルギーがオランダから独立した。中立モレネ西側のオランダ領部分はベルギーの領土となり、中立モレネにおけるオランダの役割もベルギーが引き継いだ。しかし、オランダは公的にはモレネの統治権を譲らなかった。
1859年には市評議会が設置され、大幅な自治権が認められた。

### 廃鉱と模索
1885年、亜鉛鉱山が廃鉱になると、「中立モレネ」を引き続き存続させるかについて議論が沸き起こった。いくつかの案は、この領域をより独立した国家主体となることを提起していた。
1886年に、鉱山病院の主任医師であり、切手収集家でもあったウィルヘルム・モリー博士（1838年 － 1919年）は、自前の郵便機関を作り、切手を発行することを提案している。しかし、この企画はベルギーの干渉によって断念を余儀なくされた。
1903年8月には中立モレネにカジノが開設された。これは、ベルギーがカジノを禁止したのを当て込んだものであったが、中立モレネの地元住民が賭博に加わったり、20人以上が同時に集まったりすることが禁止されるなど、厳しい制限が加えられた。しかしこの企画も、プロイセン王が賭博を行うならばベルギーと領土分割をすると持ち出したことで挫折させられた。またこのころ、中立モレネではジンの製造のため3つの蒸留所が作られている。

### エスペラント国家の提案

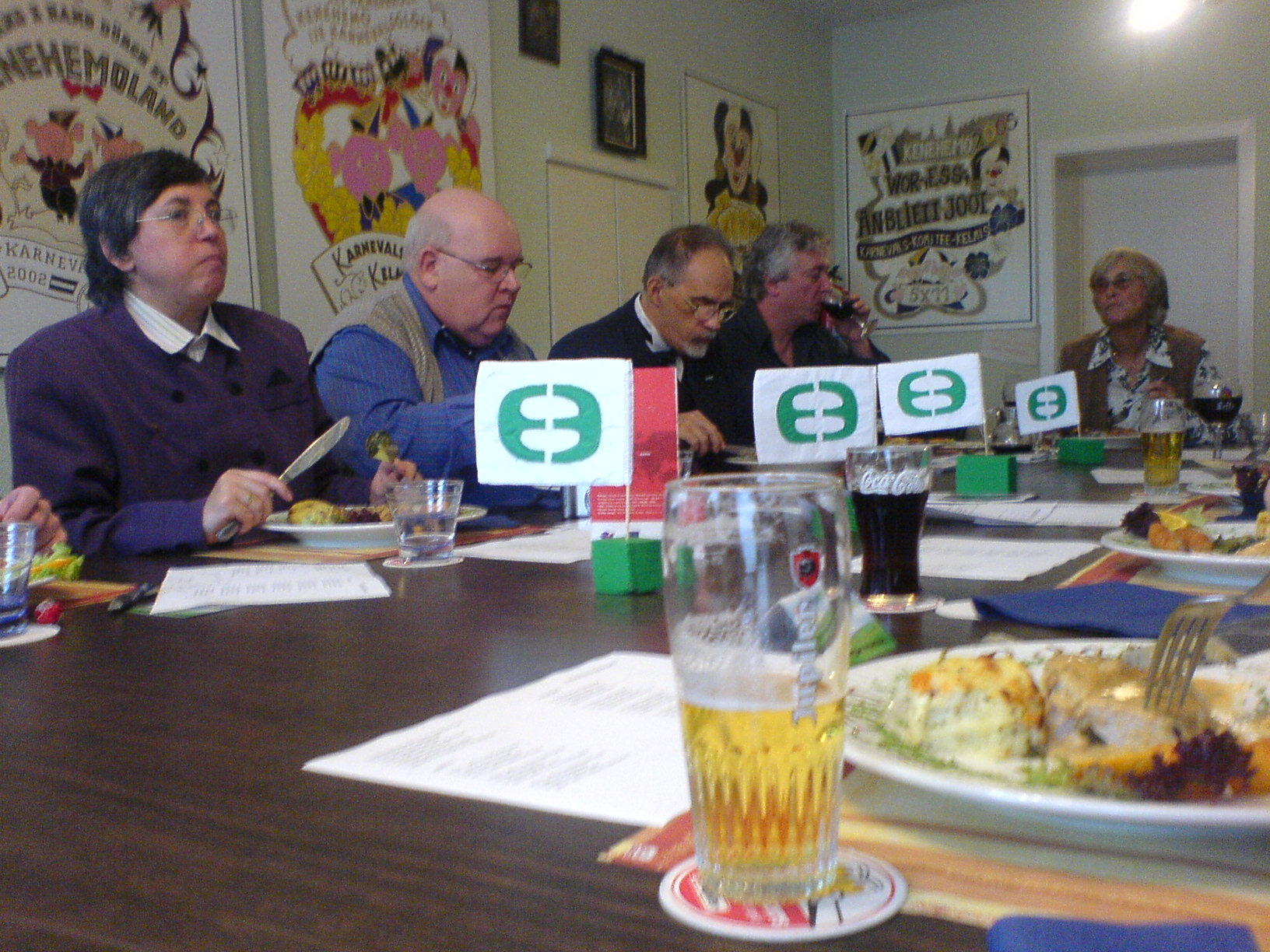
モリー博士の提案から100年目にあたる2008年、ケルミスで開かれたザメンホフ祭。

1908年、モリー博士は、中立モレネをエスペラントを公用語とした国家とし、国名をアミケーヨ（Amikejo：友情の地）にしようと提案した。実現すれば世界初のエスペラント国家である。エスペラントによる国歌も提唱された。住人の中にはエスペラントを習得する人もあり、1908年8月13日、ケルミスで開かれた集会では「アミケーヨ」建国のアイデアが支持された。この年、ドレスデンで開かれていた世界エスペラント大会では、中立モレネを世界のエスペラント・コミュニティの首都とまで宣言した。
しかし、この小さな土地に残された時間は少なかった。プロイセン（ドイツ帝国の一部）もベルギーもこの土地に対する領有権の主張を取り下げなかった。とくに1900年前後のドイツは領土問題に関して積極的な姿勢を示していた。プロイセンは領土問題解決のためにサボタージュや行政プロセスの妨害といった手段をとり、しばしば非難の的となった。

### 第一次世界大戦と終焉
第一次世界大戦によって、この地の「中立」は終焉を迎えた。
1914年8月4日、ドイツはベルギーに侵攻した。中立モレネは1915年にプロイセン王国に併合されたが、国際的な承認はなかった。
1918年11月、フランスとドイツの間で休戦が成立。ドイツ軍はベルギーとモレネからの撤退を迫られた。1919年6月28日、ヴェルサイユ条約によってベルギーはプロイシッシュ・モーレスネット、オイペン、マルメディといったドイツ領の町を獲得した。このとき、中立モレネもまたベルギーに帰属することが決定され、100年にわたる「一時的な中立地帯」の問題は解消された。1920年1月10日、「中立モレネ」は正式にベルギー領に編入された。もともとのモレネの町と区別するために、「中立モレネ」はケルミスと名称を改めた。これは、菱亜鉛鉱を意味する方言 kelme に由来する。また、「プロイセンのモレネ」を意味するプロイシッシュ・モーレスネットは、「新モレネ」ノイ・モーレスネット（Neu-Moresnet）に改められた。

### その後の歴史

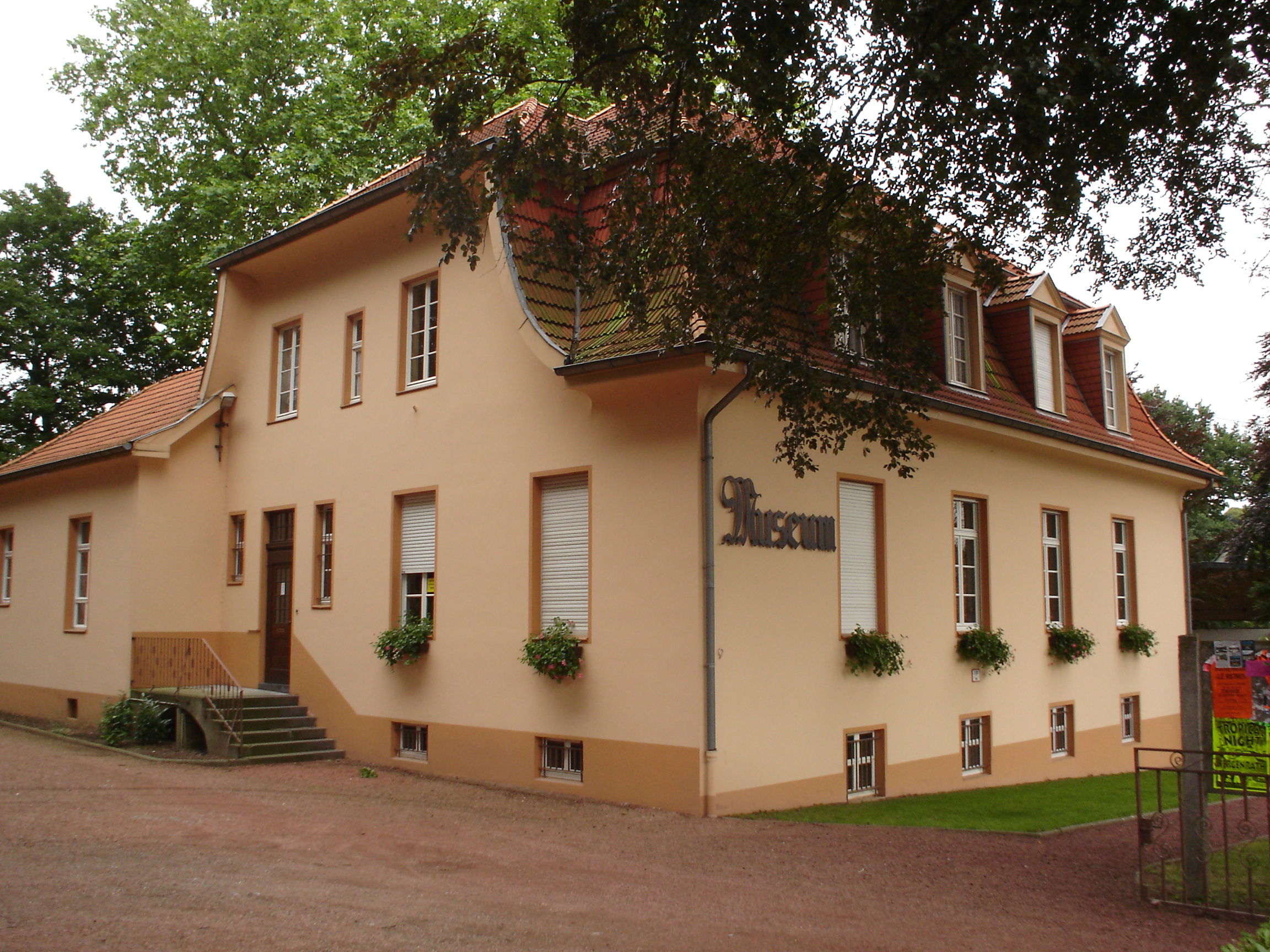
ノイ・モーレスネットの小さな博物館は、「中立モレネ」の歴史を展示している。ただし2019年現在、開館していない。

1920年以後、モレネはオイペンやマルメディと同じような歴史を歩んでいる。第二次世界大戦時のドイツによる再占領と、1944年のベルギーへの復帰、1973年のドイツ語共同体編成である。1977年に行われた自治体統廃合により、ケルミスは隣接する自治体であるノイ・モーレスネットとヘルゲンラートを編入した。
ノイ・モーレスネットにある小さな博物館 Göhltal Museum は「中立モレネ」の歴史に関する展示を行っている。「中立モレネ」の国境には60本の境界標識が立てられたが、現在も50本以上が残っている。
ヴィエイユ・モンターニュ社の鉱山は閉鎖されたが、会社としては中立モレネで生き残り、いくつかの枝分かれをしながら21世紀の現在も系譜をつないでいる。世界的な金属会社であるユミコアもその一つである。

## 政治

### 行政・司法
中立モレネは、2つの王国の理事官によって統治された。これらの理事官は近隣の地方官庁から派遣されたもので、プロイセン側はオイペン、ベルギー側はヴェルヴィエの官吏であった。地域の行政の長は、2人の理事官によって任命される市長が担った。
中立モレネで施行されていた民法・刑法は、ナポレオン時代に持ち込まれたナポレオン法典（フランス民法典・刑法典）であった。しかし、地区内に裁判所がなかったため、裁判の際にはベルギーとプロイセンの裁判官が地区に入り、ナポレオン法典に従って審理しなければならなかった。また、行政裁判所もなかったため、市長の決定を上訴することもできなかった。
1859年には、10人のメンバーから構成される市評議会が設置され、大幅な自治権が認められた。評議員は福祉委員会・教育委員会と同様に市長による任命制であり、諮問機関としての機能のみを有した。住民には投票権はなかった。

### 国籍・軍事
中立モレネ出身者は、無国籍状態であると考えられていた。また、中立モレネが独自の軍事力を持つことは認められていなかった。中立モレネに移住した人々も兵役の義務は免除されていた。しかし、ベルギーは1854年に、プロイセンは1874年に、中立モレネに移住した自国民の徴兵を開始するようになった。これ以降、兵役の義務から免れたのは、もともとの住民の子孫に限られることになった。

### 国旗
1883年以降、中立モレネは黒・白・青の横三色旗を領域の旗として使用するようになった。ただし、由来は不明であり、以下の2つの説が唱えられている。
- プロイセンの国旗（黒・白・赤）とオランダの国旗（青・白・赤）の色から取ったとする説。
- ヴィエイユ・モンターニュ鉱業会社のロゴに用いられた色から取ったとする説。

## 経済・社会

### 通貨と財政
中立モレネは、その100年に及ぶ歴史の中で自らの通貨を発行したことはなかった。実質的な通貨となっていたのはフランス・フランである。このほか、プロイセン、ベルギー、オランダの貨幣が流通していた。
「国家予算」の規模は、その歴史を通じてほぼ2,735フランで固定されており、住民の税負担は軽かった。中立モレネの国境を通過する際の輸入関税は掛からなかったため、国境の向こう側と比べれば物価は比較的安かった。

### 産業
中立モレネの生活は、ヴィエイユ・モンターニュ鉱業会社 (Vieille Montagne) によって握られていた。亜鉛鉱山を経営する同社は単に主要な就業先であるばかりでなく、住宅や銀行、病院の経営にもあたっていた。
鉱山は近隣諸国から多くの労働者をひきつけた。1815年に256人であった中立モレネの人口は、1858年には2,275人に、1914年には4,668人に増加した。

### 公共サービス・教育
郵便をはじめとするほとんどの公共サービスは、ベルギーとプロイセンによって共同して行われた。これは、今日のアンドラを想像すれば近いだろう。
中立モレネには5つの学校があった。プロイセン国民は、プロイセン側モレネの学校に通うこともできた。